# Special Olympics Philippinen
Special Olympics Philippinen, international heute Special Olympics Pilipinas genannt, ist ein Verband von Special Olympics International mit Sitz in Marikina bei Manila. Der Verband versteht sich als Teil einer globalen Bewegung, deren Ziel es ist, eine neue Welt der Inklusion und Gemeinschaft zu schaffen, in der jede einzelne Person akzeptiert und willkommen ist, unabhängig von ihren Fähigkeiten oder Beeinträchtigungen.
Special Olympics Philippinen bietet Kindern, Jugendlichen und Erwachsenen mit geistiger Beeinträchtigung die Ausübung verschiedener Sportarten über das ganze Jahr an und betreut auch die philippinische Delegation bei internationalen Special Olympics Wettbewerben.

## Geschichte
Ab 2007 nahmen Sportler aus den Philippinen als Verband namens Special Olympics Philippines regelmäßig an Special Olympics Summer World Games teil.
Der Verband wurde als Special Olympics Pilipinas 2021 neu gegründet, Direktorin des Verbandes ist Kaye Chastine Samson. Als gemeinnütziger Verein stützt sich der Verband auf die Arbeit von Freiwilligen.

## Aktivitäten
Von Special Olympics Philippinen werden folgende Sportarten angeboten: Basketball, Boccia, Cheerleading, Fußball, Leichtathletik,  Schwimmen und Tanz.
Der Verband nimmt an mehreren Programmen von Special Olympics International teil, nämlich an Unified Schools, Healthy Athletes, Youth Leadership Program und Young Ahtletes.

### Teilnahme an vergangenen Weltspielen

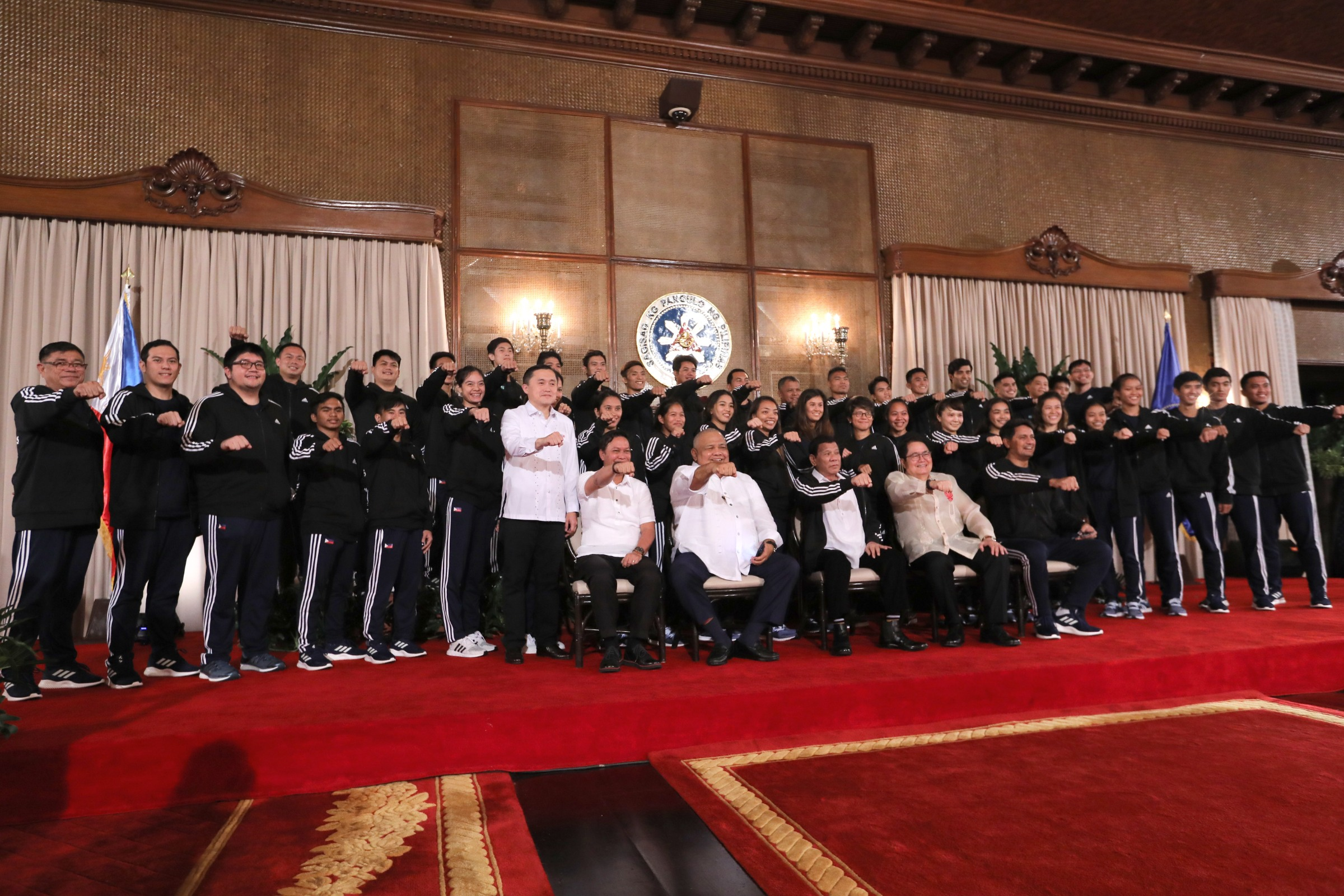
Präsident Duerte mit dem Team Philippinen vor den Asian Games 2018

- 2007 Special Olympics World Summer Games, Shanghai, China (9 Athletinnen und Athleten)
- 2011 Special Olympics World Summer Games, Athen (38 Athletinnen und Athleten)[2]
- 2015 Special Olympics World Summer Games, Los Angeles, USA (59 Athletinnen und Athleten)[5]
- 2019 Special Olympics, World Summer Games, Abu Dhabi (39 Athletinnen und Athleten)[6]

### Teilnahme an den Special Olympics World Summer Games 2023 in Berlin
Special Olympics Philippinen nahm an den Special Olympics World Summer Games 2023 in Berlin teil. Im Rahmen des Host Town Programs wurde die philippinische Delegation vor den Spielen von Bad Dürkheim (Rheinland-Pfalz) betreut. Sie bestand aus 6 Athletinnen und Athleten. Das Team gewann bei diesen Weltspielen vier Gold-, eine Silber- und eine Bronzemedaille.